# Lisa-Maria Kellermayr
Lisa-Mara Kellermayr va ser una metgessa austríaca (1985 - Seewalchen am Attersee, 29 de juliol 2022) que va fer-se famosa durant la pandèmia de covid-19 pel tractament que recomanava i la seva activitat en favor de la vacunació —especialment a través de Twitter— que va crear-li molts enemics entre els grups antivacuna fins al punt que no va poder suportar l'assetjament a què la sotmetien i va suïcidar-se.

## Biografia
Kellermayr va començar els seus estudis de medicina a Graz i després va anar a Viena, on es pagava els estudis treballant en un centre de trucades. Ja amb el títol de medicina, va començar a exercir en una clínica de rehabilitació a Bad Ischl, una ciutat balneari de l'Alta Àustria. Quan es va declarar la pandèmia de covid-19 va presentar-se com a voluntària al servei d'urgències per atendre les persones infectades durant la primera onada i va estar treballant durant mesos fent visites domiciliàries a persones que havien contret la malaltia. Ella mateixa va declarar que, com a persona soltera i sense responsabilitats d'atenció a altres persones, pensava que havia d'estar «en la primera línia».
Des de l'octubre de 2020 va afirmar que el tractament amb budesonida —un fàrmac per a l'asma— dels malalts de covid-19 sense símptomes excessivament greus, prevenia l'empitjorament de la malaltia i que haguessin de ser hospitalitzats. Posteriorment, un estudi publicat a la revista mèdica The Lancet va confirmar l'eficàcia d'aquest tractament.
Kellermayr va ser una activista en favor de la vacunació de la covid-19, especialment a través del seu compte de Twitter i en entrevistes que li feien per la seva facilitat de comunicació. La seva actitud no va agradar al grups antivacuna i el novembre de 2021, membres del moviment Querdenker (pensadors transversals), contraris a les mesures preventives de la covid-19 i a la vacunació, van manifestar-se davant d'una clínica on ella treballava, blocant l'entrada d'ambulàncies a urgències. Kellermayr va demanar protecció a policia però no li van donar importància. Tampoc van fer-li cas els seus companys de l'Associació Mèdica de l'Alta Àustria ni els polítics. I en una emissora de ràdio pública austríaca el juliol de 2022 van dir d'ella que semblava que volgués promocionar-se professionalment. Però Kellermayr no havia parat de rebre amenaces i ella mateixa va contractar un guarda de seguretat perquè escorcollés els pacients que anaven a la seva consulta. Segons va declarar a alguns mitjans aquell guarda, sovint va haver d'impedír l'entrada de suposats pacients i en alguns casos els va retirar navalles que duien al damunt. Quan Kellermayr va denunciar a la policia alemanya que un home alemany l'estava amenaçant a través de les xarxes, van assegurar-li que no hi podien fer res perquè eren missatges enviats des de la xarxa fosca, a la qual no hi podien accedir. Però experts informàtics feia mesos que havien pogut identificar alguns remitents dels missatges amb amenaces que va rebre Kellermayr. Un d'ells era un neonazi de la zona de Berlín i un que va acusar-la de traïdora i va amenaçar-la de posar-la davant d'un «tribunal del poble» era de l'Alta Baviera.
A mitjans de juliol de 2022, Kellermayr va tancar la seva consulta perquè ja no podia suportar la càrrega econòmica que li suposava contractar un servei de seguretat. I el 29 de juliol va ser trobada morta a la seva consulta a Seewalchen. Una nota que va deixar aclaria que es tractava d'un suïcidi. Fins i tot després de la seva mort, va haver de patir la ira dels seus detractors. El 6 d'agost de 2022, una dona va destruir a puntades de peu el memorial de flors i espelmes que persones anònimes havien dipositat en record de Kellermayr a Viena, a costat de la Catedral de Sant Esteve.